# Everton Soares
Everton Sousa Soares, meglio noto solo come Everton oppure anche Everton Cebolinha (Maracanaú, 22 marzo 1996), è un calciatore brasiliano, attaccante del Flamengo.

## Caratteristiche tecniche
Ala di fisico brevilineo, è rapido e molto abile nel dribbling; è inoltre dotato di un buon senso del gol. Per le sue caratteristiche è stato paragonato al connazionale Bernard.

## Carriera

### Club
Muove i primi passi nelle giovanili del Fortaleza prima di passare a quelle del Grêmio nel 2012. Due anni più tardi viene promosso in prima squadra con cui debutta il 19 gennaio 2014, subentrando nel secondo tempo del match valevole per il Campionato Gaúcho contro il São José. Il 20 aprile dello stesso anno esordisce in Série A contro l'Atlético Paranaense..
Durante il corso della stagione non viene molto utilizzato, ma a partire dalla stagione successiva trova più spazio ed il 6 settembre segna la prima rete della sua carriera contro il Goiás.
Il 23 novembre 2016 segna la definitiva rete del 3-1 nella finale di Coppa del Brasile contro l'Atlético Mineiro.
Il 9 marzo 2017 raggiunge la 100ª presenza con la maglia del Grêmio nel match di Coppa Libertadores contro lo Zamora FC.
Il 14 agosto viene ufficializzato il suo approdo ai portoghesi del Benfica per 33 milioni di euro. Dopo 95 partite e 15 reti con la maglia del Benfica (considerando i match ufficiali in tutte le competizioni), il 20 giugno 2022 torna in patria per vestire la maglia del Flamengo per una cifra pari a 13,5 milioni di euro e firmando un contratto fino al 2026.

### Nazionale
Il 17 agosto 2018 il CT Tite lo convoca per la prima volta in nazionale maggiore per le amichevoli contro Stati Uniti ed El Salvador. Il 7 settembre esordisce ad East Rutherford in occasione del match vinto per 2-0 contro gli statunitensi subentrando all'80º minuto di gioco.
Il 17 maggio 2019 viene convocato per la Copa América. Il 14 giugno realizza il primo gol con la maglia brasiliana nella partita inaugurale della manifestazione, vinta 3-0 contro la Bolivia.
Segnerà poi un gol contro il Perù ai gironi e uno in finale contribuendo alla vittoria della competizione e laureandosi capocannoniere della stessa.

## Statistiche

### Presenze e reti nei club
Statistiche aggiornate al 1° giugno 2025.
| Stagione        | Squadra         | Campionato      | Campionato | Campionato | Coppe nazionali | Coppe nazionali | Coppe nazionali | Coppe continentali | Coppe continentali | Coppe continentali | Altre coppe | Altre coppe | Altre coppe | Totale | Totale | Totale |
| Stagione        | Squadra         | Comp            | Pres       | Reti       | Comp            | Pres            | Reti            | Comp               | Pres               | Reti               | Comp        | Pres        | Reti        | Pres   | Reti   |        |
| --------------- | --------------- | --------------- | ---------- | ---------- | --------------- | --------------- | --------------- | ------------------ | ------------------ | ------------------ | ----------- | ----------- | ----------- | ------ | ------ | ------ |
| 2014            | Grêmio          | PD/RS+A         | 7+7        | 2+0        | CB              | 0               | 0               | CL                 | 0                  | 0                  | -           | -           | -           | 14     | 2      |        |
| 2015            | Grêmio          | PD/RS+A         | 12+14      | 1+4        | CB              | 2               | 0               | -                  | -                  | -                  | -           | -           | -           | 28     | 5      |        |
| 2016            | Grêmio          | PD/RS+A         | 9+27       | 2+3        | CB              | 6               | 2               | CL                 | 5                  | 1                  | PL          | 2           | 0           | 49     | 8      |        |
| 2017            | Grêmio          | PD/RS+A         | 10+32      | 0+8        | CB              | 5               | 2               | CL                 | 10                 | 0                  | PL+Cmc      | 2+2         | 1+1         | 61     | 12     |        |
| 2018            | Grêmio          | PD/RS+A         | 11+27      | 3+10       | CB              | 3               | 1               | CL                 | 8                  | 5                  | RS          | 2           | 0           | 51     | 19     |        |
| 2019            | Grêmio          | PD/RS+A         | 10+30      | 4+11       | CB              | 5               | 1               | CL                 | 12                 | 4                  | -           | -           | -           | 57     | 20     |        |
| 2020            | Grêmio          | PD/RS+A         | 12+0       | 3+0        | CB              | 0               | 0               | CL                 | 2                  | 0                  | -           | -           | -           | 14     | 3      |        |
| Totale Grêmio   | Totale Grêmio   | Totale Grêmio   | 71+137     | 15+36      |                 | 21              | 6               |                    | 37                 | 10                 |             | 8           | 2           | 274    | 69     |        |
| 2020-2021       | Benfica         | PL              | 32         | 7          | CP+CdL          | 4+2             | 0               | UCL+UEL            | 1+8                | 0+1                | SP          | 1           | 0           | 48     | 8      |        |
| 2021-2022       | Benfica         | PL              | 27         | 3          | CP+CdL          | 3+4             | 2+2             | UCL                | 13                 | 0                  | -           | -           | -           | 47     | 7      |        |
| Totale Benfica  | Totale Benfica  | Totale Benfica  | 59         | 10         |                 | 13              | 4               |                    | 22                 | 1                  |             | 1           | 0           | 95     | 15     |        |
| 2022            | Flamengo        | A/RJ+A          | 0+20       | 0+2        | CB              | 6               | 1               | CL                 | 5                  | 0                  | -           | -           | -           | 31     | 3      |        |
| 2023            | Flamengo        | A/RJ+A          | 13+33      | 1+4        | CB              | 6               | 1               | CL                 | 7                  | 0                  | SB+RS+CmC   | 1+2+2       | 0           | 64     | 6      |        |
| 2024            | Flamengo        | A/RJ+A          | 12+10      | 3+1        | CB              | 3               | 0               | CL                 | 5                  | 1                  | -           | -           | -           | 30     | 5      |        |
| 2025            | Flamengo        | A/RJ+A          | 6+11       | 1+1        | CB              | 2               | 1               | CL                 | 3                  | 0                  | SB+Cmc      | 0           | 0           | 22     | 3      |        |
| Totale Flamengo | Totale Flamengo | Totale Flamengo | 31+74      | 5+8        |                 | 17              | 3               |                    | 20                 | 1                  |             | 5           | 0           | 147    | 17     |        |
| Totale carriera | Totale carriera | Totale carriera | 372        | 74         |                 | 51              | 13              |                    | 79                 | 12                 |             | 14          | 2           | 516    | 101    |        |

### Cronologia presenze e reti in nazionale
| Cronologia completa delle presenze e delle reti in nazionale ― Brasile | Cronologia completa delle presenze e delle reti in nazionale ― Brasile | Cronologia completa delle presenze e delle reti in nazionale ― Brasile | Cronologia completa delle presenze e delle reti in nazionale ― Brasile | Cronologia completa delle presenze e delle reti in nazionale ― Brasile | Cronologia completa delle presenze e delle reti in nazionale ― Brasile | Cronologia completa delle presenze e delle reti in nazionale ― Brasile | Cronologia completa delle presenze e delle reti in nazionale ― Brasile |
| Data                                                                   | Città                                                                  | In casa                                                                | Risultato                                                              | Ospiti                                                                 | Competizione                                                           | Reti                                                                   | Note                                                                   |
| ---------------------------------------------------------------------- | ---------------------------------------------------------------------- | ---------------------------------------------------------------------- | ---------------------------------------------------------------------- | ---------------------------------------------------------------------- | ---------------------------------------------------------------------- | ---------------------------------------------------------------------- | ---------------------------------------------------------------------- |
| 7-9-2018                                                               | East Rutherford                                                        | Stati Uniti                                                            | 0 – 2                                                                  | Brasile                                                                | Amichevole                                                             | -                                                                      | 80’                                                                    |
| 12-9-2018                                                              | Landover                                                               | Brasile                                                                | 5 – 0                                                                  | El Salvador                                                            | Amichevole                                                             | -                                                                      | 54’                                                                    |
| 23-3-2019                                                              | Porto                                                                  | Brasile                                                                | 1 – 1                                                                  | Panama                                                                 | Amichevole                                                             | -                                                                      | 60’                                                                    |
| 26-3-2019                                                              | Praga                                                                  | Rep. Ceca                                                              | 1 – 3                                                                  | Brasile                                                                | Amichevole                                                             | -                                                                      | 46’                                                                    |
| 6-6-2019                                                               | Brasilia                                                               | Brasile                                                                | 2 – 0                                                                  | Qatar                                                                  | Amichevole                                                             | -                                                                      | 21’                                                                    |
| 9-6-2019                                                               | Porto Alegre                                                           | Brasile                                                                | 7 – 0                                                                  | Honduras                                                               | Amichevole                                                             | -                                                                      | 66’                                                                    |
| 14-6-2019                                                              | San Paolo                                                              | Brasile                                                                | 3 – 0                                                                  | Bolivia                                                                | Coppa America 2019 - 1º turno                                          | 1                                                                      | 81’                                                                    |
| 18-6-2019                                                              | Salvador                                                               | Brasile                                                                | 0 – 0                                                                  | Venezuela                                                              | Coppa America 2019 - 1º turno                                          | -                                                                      | 72’                                                                    |
| 22-6-2019                                                              | San Paolo                                                              | Perù                                                                   | 0 – 5                                                                  | Brasile                                                                | Coppa America 2019 - 1º turno                                          | 1                                                                      |                                                                        |
| 27-6-2019                                                              | Porto Alegre                                                           | Brasile                                                                | 0 – 0 (4 – 3 dtr)                                                      | Paraguay                                                               | Coppa America 2019 - Quarti di finale                                  | -                                                                      |                                                                        |
| 2-7-2019                                                               | Belo Horizonte                                                         | Brasile                                                                | 2 – 0                                                                  | Argentina                                                              | Coppa America 2019 - Semifinale                                        | -                                                                      | 46’                                                                    |
| 7-7-2019                                                               | Rio de Janeiro                                                         | Brasile                                                                | 3 – 1                                                                  | Perù                                                                   | Coppa America 2019 - Finale                                            | 1                                                                      | 90+3’                                                                  |
| 10-10-2019                                                             | Singapore                                                              | Brasile                                                                | 1 – 1                                                                  | Senegal                                                                | Amichevole                                                             | -                                                                      | 59’                                                                    |
| 13-10-2019                                                             | Singapore                                                              | Brasile                                                                | 1 – 1                                                                  | Nigeria                                                                | Amichevole                                                             | -                                                                      | 46’                                                                    |
| 9-10-2020                                                              | San Paolo                                                              | Brasile                                                                | 5 – 0                                                                  | Bolivia                                                                | Qual. Mondiali 2022                                                    | -                                                                      |                                                                        |
| 13-10-2020                                                             | Lima                                                                   | Perù                                                                   | 2 – 4                                                                  | Brasile                                                                | Qual. Mondiali 2022                                                    | -                                                                      | 69’                                                                    |
| 13-11-2020                                                             | San Paolo                                                              | Brasile                                                                | 1 – 0                                                                  | Venezuela                                                              | Qual. Mondiali 2022                                                    | -                                                                      | 76’                                                                    |
| 17-11-2020                                                             | Montevideo                                                             | Uruguay                                                                | 0 – 2                                                                  | Brasile                                                                | Qual. Mondiali 2022                                                    | -                                                                      | 70’                                                                    |
| 13-6-2021                                                              | Brasilia                                                               | Brasile                                                                | 3 – 0                                                                  | Venezuela                                                              | Coppa America 2021 - 1º turno                                          | -                                                                      | 46’                                                                    |
| 17-6-2021                                                              | Rio de Janeiro                                                         | Brasile                                                                | 4 – 0                                                                  | Perù                                                                   | Coppa America 2021 - 1º turno                                          | -                                                                      | 46’                                                                    |
| 23-6-2021                                                              | Rio de Janeiro                                                         | Brasile                                                                | 2 – 1                                                                  | Colombia                                                               | Coppa America 2021 - 1º turno                                          | -                                                                      | 87’                                                                    |
| 27-6-2021                                                              | Goiânia                                                                | Brasile                                                                | 1 – 1                                                                  | Ecuador                                                                | Coppa America 2021 - 1º turno                                          | -                                                                      | 78’                                                                    |
| 2-7-2021                                                               | Rio de Janeiro                                                         | Brasile                                                                | 1 – 0                                                                  | Cile                                                                   | Coppa America 2021 - Quarti di finale                                  | -                                                                      | 90+1’                                                                  |
| 5-7-2021                                                               | Rio de Janeiro                                                         | Brasile                                                                | 1 – 0                                                                  | Perù                                                                   | Coppa America 2021 - Semifinale                                        | -                                                                      | 70’                                                                    |
| 10-7-2021                                                              | Rio de Janeiro                                                         | Argentina                                                              | 1 – 0                                                                  | Brasile                                                                | Coppa America 2021 - Finale                                            | -                                                                      | 80’                                                                    |
| Totale                                                                 |                                                                        | Presenze                                                               | 25                                                                     |                                                                        | Reti                                                                   | 3                                                                      |                                                                        |

## Palmarès

### Club

#### Competizioni statali
- Campionato Gaucho: 2

Grêmio: 2018, 2019
- Campionato Carioca: 2

Flamengo: 2024, 2025
- Taça Guanabara: 2

Flamengo: 2024, 2025

#### Competizioni nazionali
- Coppa del Brasile: 3

Gremio: 2016
Flamengo: 2022, 2024
- Supercoppa del Brasile: 1

Flamengo: 2025

#### Competizioni internazionali
- Coppa Libertadores: 2

Grêmio: 2017
Flamengo: 2022
- Recopa Sudamericana: 1

Grêmio: 2018

### Nazionale
- Coppa America: 1

Brasile 2019

### Individuale
- Capocannoniere della Copa América: 1

Brasile 2019 (3 gol, a pari merito con Paolo Guerrero)